# Biafrakrigen
 Denne artikel bør gennemlæses af en person med fagkendskab for at sikre den faglige korrekthed.

Biafrakrigen, også kendt som den nigerianske borgerkrig, udspillede sig mellem 6. juli 1967 og 31. januar 1970 og var en politisk konflikt udløst af en udbryderprovins i det sydøstlige hjørne af Nigeria, som erklærede sin uafhængighed som Republic of Biafra. Krigen blev berygtet for den hungersnød, der opstod i enkelte af de krigsramte områder og påstande om folkemord begået mod Igbo-stammen, som havde tilholdssted i disse områder. Organisationen Læger uden Grænser blev etableret i 1971 i efterspillet efter krigen af Bernard Kouchner og andre franske læger, som havde arbejdet i det belejrede Biafra.

## Baggrund
Baggrunden for borgerkrigen var et militærkup som fandt sted i Nigeria den 15. januar 1966. Kupmændene var venstreorienterede yngre militærfolk, som dannede en junta under ledelse af general Johnson Aguiyi-Ironsi. Regimet mødte hård modstand og modkup, hvilket førte til voksende etniske modsætninger. I september masshenrettedes kristne igbo i de muslimsk dominerede områder i nord. Samtidig opdagedes store oliefelter i det sydlige Nigeria.
Den 30. maj 1967 udråbte igbon Odumegwu Ojukwu republikken Biafra i området med oliefundene. Skønt flere lande var velvilligt indstillede, anerkendtes republikken kun af fire stater. Flere fredsforhandlinger mislykkedes, den mest bemærkede afholdtes i Aburi i Ghana, hvorefter krigen var et faktum.

## Krigen
Krigen begyndte den 6. juli, da nigerianske tropper trængte ind i Biafra. Byen Nsukka faldt allerede den 14. juli, men biafranerne gik til modangreb, erobrede Benin City og passerede grænsen den 21. august med sine tropper. Svenskeren Carl Gustav von Rosen bistod Biafra og ledede en gruppe piloter ved oprettelsen af et flyvevåben, som blev kaldt for "Biafra Babies" og bestod af indsmuglede MFI-9B. Under de første måneder indtraf flere fremgange og tilbagetog, og fronten forflyttedes lange strækninger.
Fra 1968 stagnerede krigen, og der skete ingen større forandringer. I juni 1968 omringede og blockerede nigerianerne Biafra, hvilket førte til en humanitær katastrofe. Civilbefolkningen sultede, blandt andet ved at dyrkede områder ødelagdes. Billeder af biafrabørn med maver, som sulten havde fået til at svulme op, spredte over hele verden. Ifølge biafranerne selv var sulten et målrettet led i bestræbelserne på at få dem til at kapitulere.
Røde kors og andre internationale hjælpeorganisationer sendte medarbejdere til Biafra, men de blev angrebne af den nigerianske hær. Blandt de læger, som rejste dertil var franskmanden Bernard Kouchner. Han nåede frem til, at der var brug for en ny organisation, og han oprettede derfor Læger uden grænser i 1971.

## Biafra overvindes
Takket være omverdenens hjælpeforsendelser kunne biafranerne starte en modoffensiv i juni 1969. Nigerianerne svarede med et angreb den 23. december 1969 og formåede at splitte Biafras i to dele. Den 7. januar 1970 indledtes den endelige nigerianske offensiv, kaldet Operation Tail-Wind. Den 13. januar kapitulerede Biafra.

## Følger
Ifølge visse skøn døde så mange som 3 millioner mennesker under krigen, og at vurdere antallet af svært skadede deraf er umuligt. De etniske konflikter fortsatte i området, og spørgsmålende om fordeling af naturresourcer og krav om kompensationer fortsatte at føre til uroligheder og kup.